# Beachhandball bei den Juegos Bolivarianos de Playa
Beachhandball ist seit der ersten Austragung der Juegos Bolivarianos de Playa (Bolivarianische Strandspiele) im Jahr 2012 Bestandteil dieser Multisport-Veranstaltung.
Zunächst wurden die Juegos Bolivarianos de Playa regelmäßig alle zwei Jahre ausgetragen. Nach drei Durchführungen bis ins Jahr 2016 war geplant, 2019 zum vierten Mal die Juegos Bolivarianos de Playa auszutragen, doch wurde die Veranstaltung abgesagt. Seitdem wurde kein neuer Termin angesetzt.
Von Beginn an waren nicht nur die sechs ursprünglichen Länder der Organización Deportiva Bolivariana (ODEBO) (Bolivien, Kolumbien, Ecuador, Panama, Peru und Venezuela) sowie das 2010 hinzu gekommene Chile startberechtigt, sondern auch Gastmannschaften eingeladener Nationen. Während Bolivien und Panama bisher nie angetreten sind, nahmen Guatemala und El Salvador aus Mittelamerika, Paraguay aus Südamerika sowie die Dominikanische Republik aus der Karibik teil. Insbesondere Paraguay war hierbei erfolgreich. Dahingegen waren noch nie Argentinien, Uruguay und Brasilien unter den eingeladenen Nationen, die sonst zu den dominierenden Ländern in der Sportart in Südamerika und zum Teil auch darüber hinaus gehören.
Sowohl bei den Männern als auch bei den Frauen konnte Venezuela alle bislang möglichen jeweils drei Titel gewinnen. Bei den Frauen teilten sich Paraguay und Kolumbien die übrigen Medaillen, bei den Männern war Ecuador vor diesen beiden Ländern die zweiterfolgreichste Nation.

## Frauen
| 2012 Details | Lima, Peru      | Venezuela | 2:0            | Kolumbien | Paraguay  | 2:1            | Dominikanische Republik |
| 2014 Details | Huanchaco, Peru | Venezuela | keine Playoffs | Paraguay  | Kolumbien | keine Playoffs | Ecuador                 |
| 2016 Details | Iquique, Chile  | Venezuela | 2:1            | Paraguay  | Kolumbien | 2:0            | Chile                   |

### Platzierungen der weiblichen Nationalmannschaften
| Nation                  | 2012 | 2014 | 2016 |
| ----------------------- | ---- | ---- | ---- |
| Chile                   | –    | 5    | 4    |
| Dominikanische Republik | 4    | –    | –    |
| Ecuador                 | 5    | 4    | –    |
| Guatemala               | 6    | –    | –    |
| Kolumbien               | 2    | 3    | 3    |
| Paraguay                | 3    | 2    | 2    |
| Peru                    | 7    | 6    | 5    |
| Venezuela               | 1    | 1    | 1    |
| Teilnehmerzahl          | 7    | 6    | 5    |

| Legende | Legende | Legende | Legende                                                           |
| ------- | ------- | ------- | ----------------------------------------------------------------- |
| 1       | 2       | 3       | Podest-Platzierungen                                              |
| 4       | 4       | 4       | Halbfinalisten (wenn Halbfinals ausgespielt)                      |
| X       | X       | X       | Mannschaft zunächst gemeldet, aber nicht angetreten/zurückgezogen |

## Männer
| 2012 Details | Lima, Peru      | Venezuela | 2:1 | Ecuador  | Kolumbien | 2:0 | Paraguay |
| 2014 Details | Huanchaco, Peru | Venezuela | 2:0 | Ecuador  | Kolumbien | 2:0 | Peru     |
| 2016 Details | Iquique, Chile  | Venezuela | 2:1 | Paraguay | Ecuador   | 2:0 | Chile    |

### Platzierungen der männlichen Nationalmannschaften
| Nation         | 2012 | 2014 | 2016 |
| -------------- | ---- | ---- | ---- |
| Chile          | –    | 5    | 4    |
| Ecuador        | 2    | 2    | 3    |
| El Salvador    | 6    | –    | –    |
| Kolumbien      | 3    | 3    | 5    |
| Paraguay       | 4    | –    | 2    |
| Peru           | 5    | 4    | 6    |
| Venezuela      | 1    | 1    | 1    |
| Teilnehmerzahl | 6    | 5    | 6    |

| Legende | Legende | Legende | Legende                                                           |
| ------- | ------- | ------- | ----------------------------------------------------------------- |
| 1       | 2       | 3       | Podest-Platzierungen                                              |
| 4       | 4       | 4       | Halbfinalisten (wenn Halbfinals ausgespielt)                      |
| X       | X       | X       | Mannschaft zunächst gemeldet, aber nicht angetreten/zurückgezogen |

## Ranglisten
| 01 | Venezuela | 3 | – | – | 3 | 3 | – | – | 3 | 6 | – | – | 6 |
| 02 | Paraguay  | – | 2 | 1 | 3 | – | 1 | – | 1 | – | 3 | 1 | 4 |
| 03 | Ecuador   | – | – | – | – | – | 2 | 1 | 3 | – | 2 | 1 | 3 |
| 04 | Kolumbien | – | 1 | 2 | 3 | – | – | 2 | 2 | – | 1 | 4 | 5 |